# فرودگاه ایروکوا
فرودگاه ایروکوا (به انگلیسی: Iroquois Airport) یک فرودگاه خصوصی است که یک باند فرود چمن و آسفالت دارد و طول باند آن ۶۱۰ متر است. این فرودگاه در کشور کانادا قرار دارد و در ارتفاع ۷۵ متری از سطح دریا واقع شده‌است.